# 알렉사 레이 조엘
알렉사 레이 조엘(Alexa Ray Joel, 1985년 12월 29일 ~ )은 미국의 싱어송라이터이다. 싱어송라이터 빌리 조엘과 모델 크리스티 브링클리의 외동딸이다.